# Þormóðar þáttr

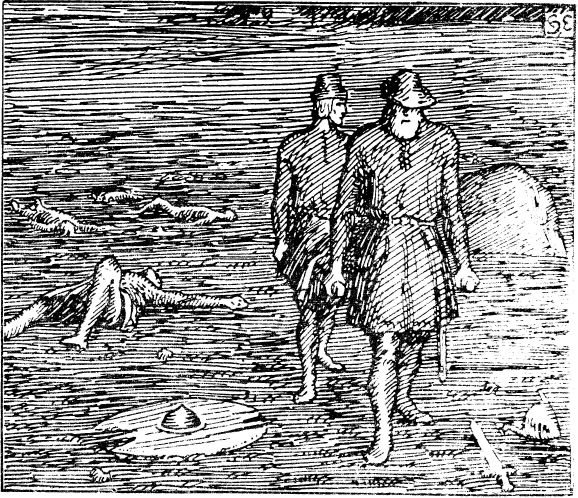
Una imagen de la saga de San Olaf de Halfdan Egedius (1898)

Þormóðar þáttr es una historia corta islandesa (þáttr) que trata sobre el encuentro del escaldo Þormóður Kolbrúnarskáld con el rey Canuto el Grande de Dinamarca y Olaf II el Santo de Noruega. Gran parte del relato es independiente de la saga de los Fóstbrœðra; se conserva en Flateyjarbók y la saga legendaria de San Olaf lo que implica que es un relato relativamente antiguo.